# آبار، اولین سوپرمن سیاه
آبار، اولین سوپرمن سیاه (انگلیسی: Abar, the First Black Superman) یک فیلم است که در سال ۱۹۷۷ منتشر شد.